# Anjunabeats
Anjunabeats ist ein britisches Plattenlabel, welches sich auf Trance spezialisiert hat. Es wurde im Jahr 2000 von Jono Grant und Paavo Siljamäki gegründet und hat seinen Sitz in London.

## Geschichte
Der erste Release hieß Volume 1 und wurde in der Clubszene zu einem beachtlichen Erfolg. (Dieses Release darf nicht verwechselt werden mit der später erschienen Mix-CD Anjunabeats Vol. 1 von Above & Beyond.)
Kurze Zeit später lernten Jono Grant und Paavo Siljamäki Tony McGuinness kennen gründeten das Trance-Projekt Above & Beyond. Mit ihrem Remix von Chakras Track Home erreichten Above & Beyond den ersten Platz der UK Club Charts. Dies brachte dem Trio große Bekanntheit ein. Dadurch bedingt kamen Labels auf sie zu mit Anfragen für Remixe. Die wahrscheinlich interessanteste Nachfrage kam von Madonna. Sie bot ihnen an, ihren Hit What It Feels Like for a Girl neu zu mixen.
Durch diesen Erfolg von Above & Beyond gewann natürlich auch ihr Label an Bekanntheit. Auch ihre Sideprojects, welche die Namen Oceanlab, Aalto, Freestate, Nitromethane, P.O.S., Rollerball und Tranquillity Base tragen, gewannen an Bekanntheit und wurden von bekannten DJs gerne gespielt. Im Jahr 2002 kam James Grant zum Management hinzu, wodurch sich das Label weiter vergrößerte. Es kamen neue DJs wie Rusch & Murray, Super8 und Smith & Pledger hinzu.
Im Jahr 2005 wurde das Sublabel Anjunadeep gegründet. Dieses Label widmet sich mehr den Musikrichtungen Progressive Trance und Progressive House.
Heute arbeitet Anjunabeats eng mit dem deutschen Label euphonic records zusammen, so dass auch beispielsweise Tracks von Kyau & Albert auf diesem Label erscheinen.
Anjunabeats wurde an den International Dance Music Awards in Miami in den Jahren 2009, 2010, 2012, 2015 und 2016 jeweils als Best Global Dance Record Label nominiert. Zwei Veröffentlichungen des Labels wurden für die Grammy Awards nominiert: das Album Damage Control von Mat Zo im Jahr 2015 und die Single We're All We Need von Above & Beyond im Jahr 2016.

## Künstler
Wichtige Künstler, die das Label unter Vertrag hat, sind:
- Aalto
- Above & Beyond
- Alt-F4
- Audien
- Andrew Bayer
- Aruna
- Arty
- Bart Claessen
- Boom Jinx
- Carrie Skipper
- Genix
- Kyau & Albert
- Daniel Kandi
- Ilan Bluestone
- Luminary
- Mat Zo
- Maor Levi
- Menno de Jong
- Mike Shiver
- Myon & Shane 54
- Nils Hoffmann
- Nitrous Oxide
- Nick Sember
- OceanLab
- P.O.S.
- Signalrunners
- Smith & Pledger
- Sunny Lax
- Super8 & Tab
- Jason Ross
- Ben Böhmer

## Kompilationem
- 2006: Anjunabeats Worldwide 01 (mixed by Super8 & Tab and Mark Pledger)
- 2010: Anjunabeats Worldwide 02 (mixed by Super8 & Tab & Mat Zo)
- 2011: Anjunabeats Worldwide 03 (mixed by Arty & Daniel Kandi)
- 2012: Anjunabeats Worldwide 04 (mixed by Maor Levi & Nitrous Oxide)
- 2015: Anjunabeats Worldwide 05 (mixed by Ilan Bluestone)